# 納文丘夫
納文丘夫是波蘭的城鎮，位於該國東部，由盧布林省負責管轄，始建於8至9世紀，面積13.82平方公里，海拔高度212米，主要經濟活動是農業，2006年人口4,243。
51°17′10″N 22°13′00″E / 51.28611°N 22.21667°E